# Aria Kusumadewa
Aria Kusumadewa, né le 27 septembre 1963 à Lampung en Indonésie, est un réalisateur et scénariste indonésien.

## Biographie
Aria Kusumadewa est issu d'une famille islamique fondamentaliste. Incapable de supporter les règles disciplinaires strictes, il s'enfuit de chez lui à l'adolescence et vit dans la maison familiale d'un ami jusqu'à l'obtention de son diplôme d'études secondaires.
Il poursuit ses études à l'Institut des Arts de Jakarta, se spécialisant en cinématographie. Il réalise le court métrage Pelacur di Malam Lebaran comme film de fin d'études et sort diplômé en 1990.
Il réalise son premier long métrage, Senyum yang Terampas, en 1990. Le film, qui a coûté 40 millions de roupies, est un échec commercial car l'industrie cinématographique indonésienne connaît une période difficile. Kusumadewa se tourne alors vers la réalisation de publicités et de clips musicaux puis dans la réalisation de téléfilms.
Kusumadewa réalise son second long métrage, Beth, en 2002.
En 2009 sort Identitas (en), son troisième long métrage. Le film est nommé à neuf reprises au Festival du film indonésien et remporte quatre prix, dont celui du meilleur film et de la meilleure réalisation, premier Citra Award reçu par Kusumadewa.
En 2020, Kusumadewa réalise Bidadari Mencari Sayap pour la plateforme de vidéos à la demande Disney +. Arya Kusumadewa souhaitait dans un premier temps réaliser un remake du film indonésien Di Balik Kelambu mais face aux réticences de ses producteurs décide d'aborder la même thématique mais sous un autre angle. Kusumadewa déclare par la suite que le scénario a été écrit et validé en seulement un mois et qu'il s'agit de son premier film purement commercial, ses producteurs étant lassés par ses échecs commerciaux. Le film reçoit deux nominations au Festival du film indonésien 2021 pour les catégories meilleur film et meilleure réalisation.

## Vie privée
Aria Kusumadewa a épousé Mari Kond alors qu'ils étaient encore étudiants. Ils ont eu deux enfants, Mario Maralari et Matahari Merah. Ils sont aujourd'hui divorcés.

## Filmographie

### Réalisateur
- 1990 : Senyum yang Terampas
- 2002 : Beth
- 2009 : Identitas
- 2011 : Kentut
- 2020 : Bidadari Mencari Sayap

## Récompenses

### Citra Awards
| Année | Catégorie                  | Film                   | Résultat   | Notes | Ref.  |
| ----- | -------------------------- | ---------------------- | ---------- | ----- | ----- |
| 2009  | Meilleur Scénario Original | Identitas              | Nomination |       | [ 5 ] |
| 2009  | Meilleur Réalisateur       | Identitas              | Lauréat    |       | [ 5 ] |
| 2020  | Meilleur Réalisateur       | Bidadari Mencari Sayap | Nomination |       | [ 5 ] |